# Дяволска пеперуда
Дяволската пеперуда (Vanessa cardui) е вид пеперуда, широко разпространена в цял свят, среща се и в България.

## Описание
Крилете са с размери 5,8–7 cm при мъжките и 6,2–7,4 cm при женските. Пеперудата е оранжева отгоре с черни петна. Предните крила имат няколко бели петна.
- Vanessa cardui
- △ Vanessa cardui

## Разпространение
Една от най-разпространените пеперуди в света. Среща се навсякъде освен в Антарктика и Австралия.

## Начин на живот и хранене
Дяволската пеперуда зимува като имаго под кори на дървета, в хралупи, в изоставени постройки и др. Рано напролет, още при първото затопляне, тя напуска зимните си убежища и започва да лети. Летежът ѝ е бърз и рязък. Тя е една от малкото пеперуди, които предприемат прелети, понякога на големи разстояния. Наблюдавани са случаи на прелитане на милиарди пеперуди от Судан до Атлантическия океан. Прелети се наблюдават и в България.
Основно хранително растение е копривата (Urtica dioca).
Дяволската пеперуда е известна в България като вредител по соята, фия, конопа, доматите и др. Сериозни вреди обаче нанася само когато се размножи масово, което става епизодично.

## Размножаване
Оплодената женска снася яйцата си по соята и други растения. След около две седмици се излюпват гъсеничките, които започват да се хранят с листа и зеленчуци. Какавидирането става през юни по листата на същите растения или клони. Както и при останалите близки видове, гъсеницата се прикрепва към листата, увисва надолу с главата и какавидира. Какавидата е силно подвижна и често прави резки извивания на тялото. Имагото, което излита, остава да зимува. 